# Mtsamboro
Mtsamboro ist eine Gemeinde mit 20.076 Einwohnern (Stand 14. Dezember 2017) im französischen Überseegebiet Mayotte.

## Geografie
Die Gemeinde Mtsamboro liegt am nordwestlichen Ufer der Hauptinsel Mayottes. Neben dem Hauptort Mtsamboro bilden die Dörfer Hamjago und Mtsahara die Gemeinde.

## Geschichte
Schon im 13. und 14. Jahrhundert gab es hier Besiedlungen. Im 18. Jahrhundert war das Gemeindeareal unbewohnt.

### Bevölkerungsentwicklung
| Jahr      | 1997  | 2002  | 2007  | 2012  |
| Einwohner | 6.333 | 7.068 | 6.917 | 7.805 |